# Histoire des Jin
L''Histoire des Jin ou Jin shi (chinois : 金史 ; pinyin : jīn shǐ) est une historiographie de la Chine médiévale. Comme son nom l'indique, il traite de la période de la Dynastie Jin (1115-1234). Il est l'œuvre de l'historien Toktogha (ᠲᠣᠭᠲᠠᠭᠠ), également auteur de l'histoire des Song et de l'histoire des Liao. Il a été finalisé en 1343？